# Hijuelas
Hijuelas – gmina miejska leżąca w Chile w prowincji Quillota w regionie Valparaíso.

## Geografia
Hijuelas leży na obszarze 267,2 km² w regionie centralnym Chile.

## Demografia
Według spisu z 2002 roku miasto liczyło 16 014 mieszkańców (8 161 mężczyzn i 7 853 kobiet), z czego 8 196 (51,2%) mieszkało na terenach miejskich, zaś 7 818 (48,8%) na obszarach wiejskich. Między rokiem 1992 a 2002 liczba ludności zwiększyła się o 14,9% (2 076 osób). W Hijuelas mieszka 1,04% populacji regionu.

## Administracja
Jako gmina Hijuelas jest jednostką administracyjną 3. stopnia, zarządzaną przez radę gminy ze stojącym na czele alkadem (na rok 2010 był to Verónica Rossat Arriagada). W radzie gminy znajdują się następujące osoby (2010):
- Germán Vicencio Vargas (UDI)
- Luis Frez Naranjo (UDI)
- Viviana Hernández Troncoso (RN)
- Manuel Arévalo Díaz (PRI)
- Omar Olivares Seura (DC)
- Roxana Saavedra Pimentel (PS)